# Commiphora capuronii
Commiphora capuronii là một loài thực vật có hoa trong họ Burseraceae. Loài này được Bard.-Vauc. mô tả khoa học đầu tiên năm 2002.